# Паршинов, Александр Александрович
Александр Александрович Паршинов (1922—2006) — инженер электротехнических корабельных систем, генеральный директор Северного производственного объединения «Арктика» (1980—1987), участник Великой Отечественной войны, лауреат Государственной премии СССР, Почётный гражданин Северодвинска.

## Биография
Александр Александрович Паршинов родился 23 апреля 1922 года в деревне Низово (ныне Кировский район Ленинградской области).
В 1939 году поступил в Ленинградский электротехнический институт. В 1941 году со второго курса института ушёл на фронт, принимал участие в битве за Москву.
После войны окончил Ленинградский электротехнический институт. В 1950 году был направлен в город Молотовск (ныне Северодвинск) Архангельской области на судостроительное предприятие ЭМП-8. С 1952 года начал работу на СПО «Арктика» (в настоящее время ОАО СПО «Арктика» входит в Северный центр судостроения и судоремонта), которое обеспечивало энерговооружённость кораблей, оснащение их новыми приборами связи, наблюдения, навигации и автоматического управления.
Был инженером-технологом, начальником электромонтажного цеха № 11, с 1958 года стал главным инженером, а в 1980—1987 годах работал генеральным директором предприятия. При нем были внедрены прогрессивные технологии электромонтажных судовых работ на принципиально новых объектах. А. А. Паршинов принимал непосредственное участие в создании трёх поколений атомных подводных лодок, был крупнейшим специалистом отечественного судостроения в электротехнической и электронной области корабельных систем.
В 1984 году стал Лауреатом Государственной премии СССР.
В 1987 году вышел на пенсию. Проживал вместе с семьёй в Северодвинске. Занимался общественной работой. Увлекался лыжным спортом и живописью, выпустил альбом своих акварелей.
10 декабря 2001 года ему присвоено звание Почётный гражданин Северодвинска.
Скончался Александр Александрович Паршинов 28 мая 2006 года. Похоронен в Северодвинске на городском кладбище.

## Награды
- Орден Ленина,
- Орден Октябрьской Революции,
- Орден Отечественной войны 2-й степени,
- Орден Трудового Красного Знамени (дважды),
- Медали[2].

## Семья
- Жена — Паршинова Вера Васильевна (28.07.1922 — 2.12.1994)
- Дочь — Елена Александровна (Паршинова) Новикова[3]
- Сын — Станислав Александрович Паршинов.

## Публикации
- Давидович Ф. С, Паршинов А. А. Испытание судового электрооборудования. — Л.: Судостроение, 1964. — 168 с.

## Память
- В 2010 году в Северодвинске на доме, где жил А. А. Паршинов, установлена мемориальная доска[4].